# 뫼비우스: 위험한 미션
뫼비우스: 위험한 미션(Möbius)은 2013년 공개된 프랑스의 영화이다.

## 줄거리
러시아 연방보안국(FSB) 요원 그레고리 류보프는 거물 러시아 재벌 이반 로스토프스키의 동향을 감시하기 위해 모나코로 파견된다. 임무 수행 중, 그들은 뛰어난 금융 전문가 앨리스를 팀에 합류시킨다. 그레고리는 앨리스가 배신을 했다고 의심하게 되고, 금지된 규칙을 어기고 앨리스에게 접근한다. 그들의 관계는 위험한 사랑으로 발전하고, 이로 인해 그들 모두 파멸할 위기에 놓인다.

## 출연

### 주연
- 장 뒤자르댕
- 세실 드 프랑스
- 팀 로스

### 조연
- 에밀리 드켄
- 존 린치
- 프라사나 푸와나라자

## 같이 보기
- 뫼비우스의 띠